# IKS
iKS je mezinárodní matematický korespondenční seminář s úlohami vysoké obtížnosti, který společně založili organizátoři Matematického korespondenčního semináře (MKS) a Korešpondenčného matematického seminára (KMS). Je nástupcem bývalé nejtěžší kategorie Gamma v KMS.
Seminář je určený hlavně pro studenty, kteří se chtějí připravovat na vyšší kola Matematické olympiády, zejména pak na Mezinárodní matematickou olympiádu.
Soutěž probíhá během celého školního roku. Každá ze šesti sérií obsahuje po jedné úloze z tradičních oblastí matematické olympiády, tj. z algebry, geometrie, kombinatoriky a teorie čísel (úlohy jsou řazeny podle obtížnosti). Za každou správně vyřešenou úlohu může řešitel získat 7 bodů, výjimečně ovšem až 9 bodů. Nejúspěšnější řešitelé obdrží na konci ročníku hodnotné matematické knižní ceny. Absolutní vítěz navíc získá prestižní tričko s nápisem „Vyhral som iKS!“.